# یخچال طبیعی تاپادو
یخچال طبیعی تاپادو (به اسپانیایی: Glaciar Tapado) یک یخچال طبیعی است که در شیلی واقع شده‌است.